# شريهان سامح
شريهان سامح عبد القادر (مواليد 25 سبتمبر 1986) هي لاعبة كرة طائرة معتزلة. لعبت لصالح منتخب مصر لكرة الطائرة للسيدات، وشاركت في بطولة العالم لكرة الطائرة للسيدات 2006 في اليابان. على مستوى الأندية، تلعب مع النادي الأهلي.

## الأندية
- الأهلي (2006)